# Chasminodes japonica
Chasminodes japonica är en fjärilsart som beskrevs av Shigero Sugi 1955. Chasminodes japonica ingår i släktet Chasminodes och familjen nattflyn. Inga underarter finns listade i Catalogue of Life.